# 向未來前進4.0
向未來前進4.0（韩语：／；也译作面向未來的前進4.0），簡稱前進黨，是大韩民国短暫存在的保守主义政党。该党由脱离正未來黨的李彥周议员于2020年成立，創黨大會上以年輕人為號召，並邀請偶像團體到場。之後為備戰同年國會選舉而併入未來統合黨。